# 1+1 International
1+1 International — украинский международный телеканал, является международной версией телеканала «1+1», ориентирован на представителей украинской диаспоры и граждан Украины, находящихся вне территории страны. Программная сетка телеканала составляется с программ и телесериалов, снятых по заказу телеканалов «1+1», «2+2», «ТЕТ». Позиционируется как «канал для семейного просмотра».

## О канале
Телеканал начал вещание 1 марта 2006 года. Телеканал распространен в закодированном виде на территории Европы и Ближнего Востока. Вещание осуществляется через спутник Astra 4A. Как платный канал «1+1 International» распространяется в Канаде, Израиль (через компанию YES (DBS Satellite Services ltd)), Молдове (через кабельных операторов благодаря компании Radiostar) и через Интернет.
В 2014 году «1+1 International» получил лицензию на вещание в Канаде.
«1+1 International» заключил соглашение с одним из ведущих польских поставщиков кабельного и спутникового телевидения – компанией «Orange Polska». С 2014 года канал присутствует в сети, которая покрывает всю территорию страны, впрочем, пишет пресс-служба «Orange Polska», прекратил вещание.
С середины апреля 2015 г. условия приема сигнала «1+1 International» в Европе, Северной Африке и на Ближнем Востоке изменились. Канал прекратил вещание на международном спутнике HotBird 13. "1+1 International" остается на спутнике Astra 4A. Также зрители по-прежнему имеют возможность смотреть канал в партнерских кабельных, спутниковых и IPTV сетях.
В 2016 году на канале был англоязычный новостной блок от «Ukraine Today».
В 2016 году «1+1 International» вышел на новой медийной европейской платформе OnPrime TV, доступной в 29 странах Европы и Великобритании. Канал также доступен в Virgin Media TiVo в Великобритании и Vodafon Kabel Deutschland в Германии.
В том же году телеканал заключил контракт с канадским оператором платного телевидения — «Bell Canada». Канал доступен в украинском пакете «Bell Fibe TV», абонентская база которого составляет 1,2 млн домохозяйств.
С 17 января 2017 года телеканал говорит в формате 16:9.
Совокупный охват пакетов вещания канала «1+1 International» в 2017 году превысил аудиторию в 20 млн, утверждает пресс-служба 1+1 Media. Данных по рейтингу этого канала нет. Впрочем, по данным Министра культуры, молодежи и спорта Украины Бородянского для «Детектора медиа», канал смотрят 27 минут в день, тогда как «UATV», по этим данным, всего 6,5 минут в день.
В связи с российским вторжением в Украину с 24 февраля по 10 июня 2022 года телеканал круглосуточно транслировал информационный марафон «Единые новости». В эфире отсутствовала реклама.
С 13 апреля 2022 года телеканал начал вещание в стандарте высокой четкости (HD').
С 11 июня 2022 года телеканал частично восстановил самостоятельное вещание, изменив программную сетку. Русскоязычные программы транслируются в украинском озвучении.

## Контент

### Программы
Сейчас в эфире:
- ТСН
- ТСН. Неделя
- Секретные материалы
- Говорит вся страна
- Спецкор
- ДжеДАИ
- Завтрак с 1+1
- Завтрак. Выходной
- Твой День
- Мольфар
- Право на власть
- Жизнь известных людей
- Полезные подсказки
- Мир ждет открытия
- Говорим на украинском
- Дивомандры
- Мир наизнанку
- Рассмеши комика
- Лига смеха
- Светская жизнь с Екатериной Осадчей
- Вечерний Квартал
- Украинские сенсации
- Деньги
- Месть природы
- Панянка-Селянка
- Путешествуй по Украине с Дмитрием Комаровым

Ранее транслировались:
- Свадьба вслепую
- Женский квартал
- #ГУДНАЙТКЛАБ (ранее — #ГУДНАЙТШОУ)
- Новости по-английски от Ukraine Today
- Облом. UA
- Viva!
- Жизнь без обмана
- Лото-Забава
- Давай поженимся (Россия)
- Tkachenko.ua
- Анатомия славы
- 100 % Украина

### Сериалы
- Пришелец
- #ЕЖЕБАТЬ
- Знай наших
- Школа
- Звонарь
- Виталка
- Семейные мелодрамы (первый сезон сериала назывался «Семейные драмы», но после появления русской версии проекта следующие сезоны назывались «Семейные мелодрамы»)
- Опер по вызову
- Однажды под Полтавой
- Страна У
- Страна У 2.0
- Танька и Володька
- Ромео и Джульетта из Черкасс
- Папик
- Плут
- Маршруты судьбы
- Новая жизнь Василины Павловны
- Стоматолог
- Между нами девушками
- За три дня до любви
- Суббота
- Ветер любви
- Кухня
- Мамочки
- Мама (Турция)
- Центральная больница (Украина)
- Кандидат
- Прислуга (Украина)
- Отмороженный
- Однажды в Одессе
- Деревня на миллион
- Последний москаль
- СидОренки-СидорЭнки
- Родня
- Короли палат
- Славяне
- Джек & Лондон
- Хазяйка
- Разница в возрасте
- 100 тысяч минут вместе

## Руководство
- Иванна Найда (генеральный продюсер нишевых каналов 1+1 Media)